# Émérillon
Émérillon — один з трьох кораблів другої подорожі Жака Картьє до Північної Америки, що згодом вилилося у відкриття Канади.

## Історія
Вітрильник збудований у Франції в 1534 році і переданий особисто королем для Картьє в 1535 році; використовувався в двох мандрівках — 1535–1536 і 1541–1542 роках.